# Свети Йоан Богослов (Вержани)
„Свети Йоан Богослов“ (на гръцки: Αγίου Ιωάννου Θεολόγου) е православна църква в сярското село Вержани (Психико), Егейска Македония, Гърция. Част е от Сярската и Нигритска епархия на Вселенската патриаршия. Църквата е енорийски храм на селото.
Църквата е построенав 1930 година от заселените във Вержани малоазийски бежанци. Църквата е осветена на 7 май 1950 година от митрополит Константин Серски и Нигритски. В архитектурно отношение е кръстокуполен храм, напомнящ за изгорената митрополитска църква в Бурса, което е отразено в ктиторския надпис на западната стена на храма: „ΠΑΡΘΕΝΕΥΩΝ ΕΙΣΕΛΘΕΤΟΝ ΝΟΥΝ ΕΝΘΑΔΕ ΝΑΟΣ ΓΑΡ ΕΣΤΙΝ ΙΩΑΝΝΟΥ ΠΑΡΘΕΝΟΥ ΕΚΤΟΥ ΚΑΤΑΣΤΡΑΦΕΝΤΟΣ ΙΕΡΟΥ ΜΗΤΡΟΠΟΛΙΤΙΚΟΥ ΝΑΟΥ ΠΡΟΥΣΗΣ“. По-късно е добавена женска църква. В 1940 - 1945 година храмът е изписан. В 2002 година стенописите са почистени и подновени.
Част от енорията е и църквата „Света Параскева“.